# Bossche School

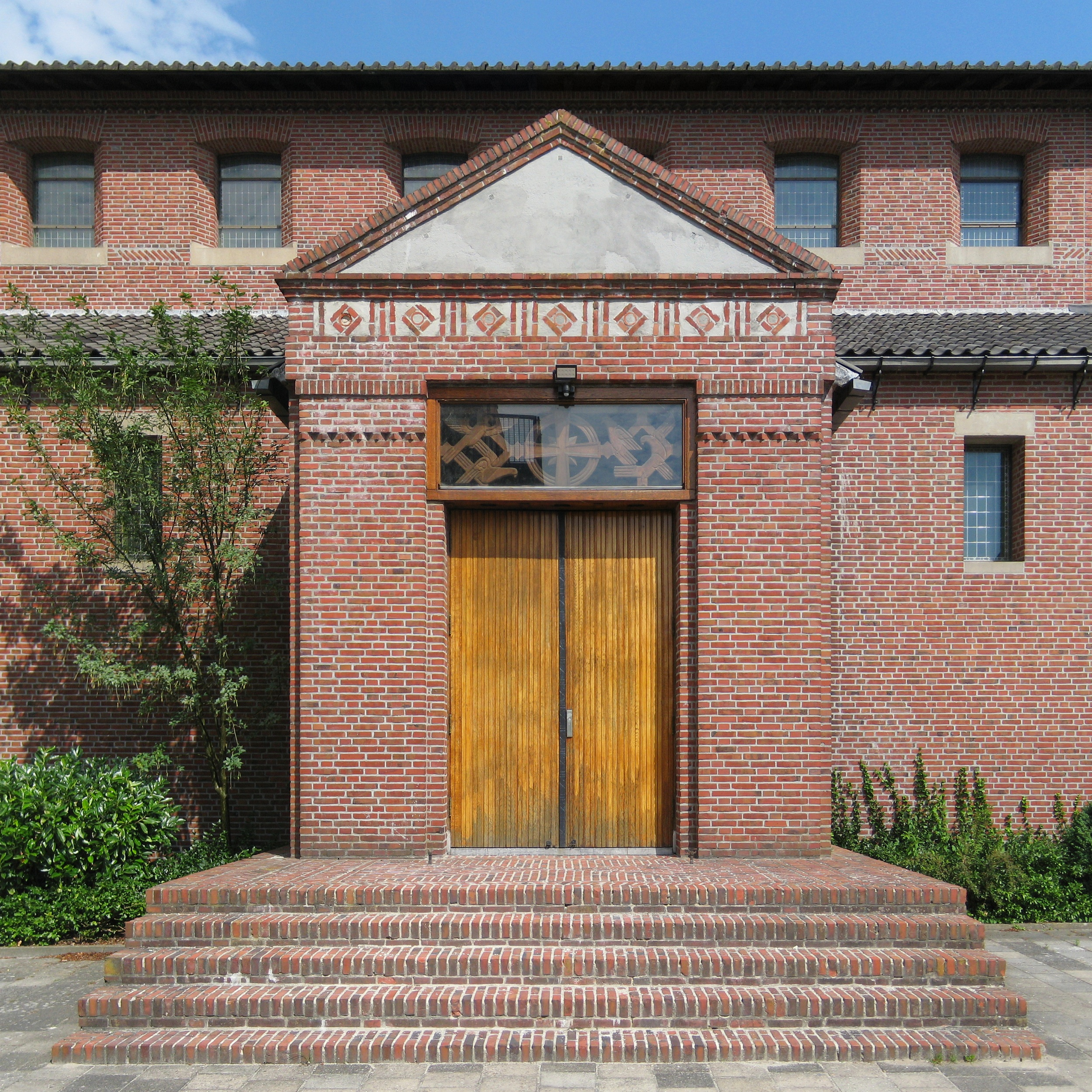
De zuidelijke ingang van de San Salvatorkerk naar ontwerp van Cees Pouderoyen in Groningen (2011).

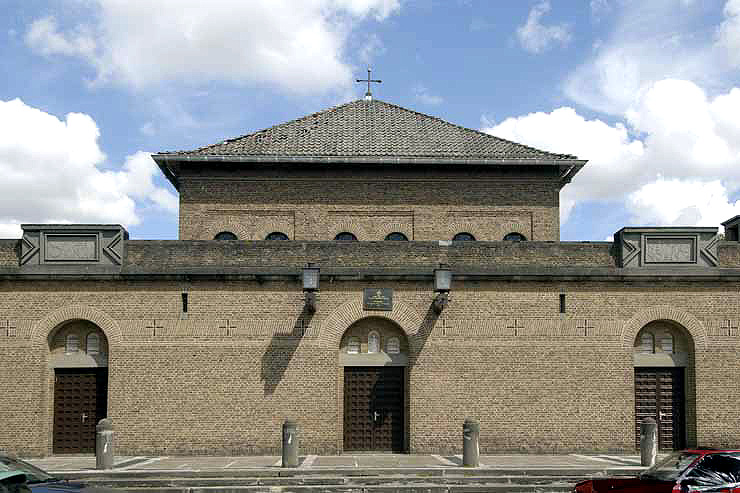
De voormalige Sint-Catharinakerk naar ontwerp van Evers en Sarlemijn in Slotermeer in Amsterdam Nieuw-West.
Foto: bmz.amsterdam.nl

De Bossche School is een traditionalistische stroming in de Nederlandse architectuur, gebaseerd op het gedachtegoed van dom Hans van der Laan, waarbij ruimtewerking en evenwichtige maatverhoudingen een belangrijke rol spelen. Alhoewel het hoogtepunt van deze stijl in de jaren '60 en '70 lag, worden er ook nu nog gebouwen ontworpen die in meer of mindere mate geïnspireerd zijn door de Bossche school-architectuur.
De naam van de stroming is ontleend aan de driejarige Cursus Kerkelijke Architectuur die, vanwege het feit dat tijdens de Tweede Wereldoorlog met name in de provincie Brabant honderden kerken onherstelbaar waren beschadigd of verwoest, in de wederopbouwperiode tussen 1946 en 1973 werd gegeven in het Kruithuis te 's-Hertogenbosch. De cursus was bedoeld voor architecten die eerder een opleiding op de Academie voor Bouwkunst of de Technische Hogeschool Delft hadden afgerond en zich wilden specialiseren in kerkbouw. Naast de driejarige cursus werden er ook algemene studiedagen georganiseerd, die toegankelijk waren voor een breder publiek. In 1973 werd de cursus officieel beëindigd, maar de bijeenkomsten van gelijkgezinde architecten bleven nog jaren doorgaan, onder andere op de bureaus van Nico van der Laan en Jan de Jong.
Ir Nico van der Laan was door de aartsbisschop van Utrecht aangesteld als directeur en cursusleider. De benedictijner monnik dom Hans van der Laan o.s.b., Nico van der Laan en ir C. Pouderoyen waren de voornaamste docenten. Vanaf 1953 werden steeds meer lessen verzorgd door dom Van der Laan en nam diens invloed op de cursus toe. Voor hem vormden de lessen een middel om zijn ideeën over architectuur en het door hem ontwikkelde matenstelsel, gebaseerd op het plastische getal, over te dragen. Door de katholieke achtergrond van de organisatoren en docenten is het niet verwonderlijk dat de Bossche School-stijl in eerste instantie vooral tot uiting kwam in de katholieke kerkenbouw. De  uitgangspunten van Van der Laans architectuurtheorie zijn echter algemeen en in toenemende mate kwamen er dan ook wereldlijke gebouwen volgens deze principes tot stand.

## Kenmerken
Het belangrijkste kenmerk van de Bossche School is de toepassing van een strikt verhoudingensysteem, gebaseerd op het zogeheten plastische getal, een proportie gebaseerd op onze driedimensionale – vandaar 'plastische' – perceptie van de wereld om ons heen. Een ander belangrijk concept in de theorie is de 'cella' of kamer, de kleinste ruimte binnen een gebouw, die ontstaat tussen vier wanden die 'in elkaars nabijheid staan'. De grootte van de cella dient direct gerelateerd te zijn aan de muurdikte, en vormt op zijn beurt de basis voor het gehele ontwerp. Vaak wordt de regel aangehouden dat de grootste lengte of breedte van de cella maximaal zeven keer de muurdikte mag bedragen.
De bouwwerken waren in eerste instantie veelal driebeukige basilieken en centraalbouwkerken, gemodelleerd naar vroeg-christelijke kerken in Italië. De torens herinneren vaak aan de campaniles in het noorden van Italië. Van der Laan vermoedde dat aan deze gebouwen een soortgelijk maatsysteem ten grondslag lag als aan zijn 'plastische getal'. Hierdoor werden architecten die de cursus in het Kruithuis hadden gevolgd ook wel denigrerend 'basiliekbouwers' genoemd. Qua stijl waren de 'Bossche School'-kerken aanvankelijk verwant aan de bouwwerken van de Delftse School, totdat er omstreeks 1956-57, onder invloed van Van der Laans ontwerp voor de abdijkerk bij Vaals (1956-1968) en een aantal vernieuwende kerkontwerpen van Jan de Jong (die in 1956 de cursus had afgerond) een sterke versobering in de vormgeving optrad. De veranderende liturgische opvattingen binnen de katholieke kerk droegen hiertoe bij. Zo werd er bijvoorbeeld al voor het Tweede Vaticaans concilie geëxperimenteerd met een meer centraal geplaatst hoofdaltaar en ontwierp m.n. Jan de Jong grote hallenkerken waarbij de kerkvloer werd opgevat als een stadsplein, een ontmoetingsplek voor gelovigen.
In de Bossche School-architectuur draait het in de kern om het tot stand brengen van besloten ruimten en om de onderlinge samenhang van alle onderdelen binnen het geheel. Dit wordt bereikt door de toepassing van evenwichtige maatverhoudingen volgens het verhoudingensysteem van het 'plastische getal'. Hoewel het nooit ging om het toepassen van specifieke stijlelementen, zijn er enkele kenmerken ontstaan die karakteristiek zijn voor de Bossche School-stijl.
- Diep geplaatste ramen met duidelijk zichtbare dagkanten om de muurdikte te benadrukken.
- De voegen tussen bakstenen zijn volledig opgevuld, soms zo vol dat het cement er uitdruipt.
- De buitenmuren zijn vaak aangesmeerd met cementpap.
- De vloeren zijn vaak uitgevoerd in gewassen grind in cement.
- De horizontaliteit wordt benadrukt door enkele speklagen of door het gebruik van duidelijk zichtbare lateien boven deur- en raamopeningen.
- De platte daken worden afgewerkt met een rij holle en bolle dakpannen langs de dakranden.
- De bouwmaterialen zijn op zo'n manier afgewerkt dat de constructie van een gebouw herkenbaar blijft.
- Er wordt gespeeld met de overgangen tussen de binnen- en buitenruimten.

## Voorbeelden

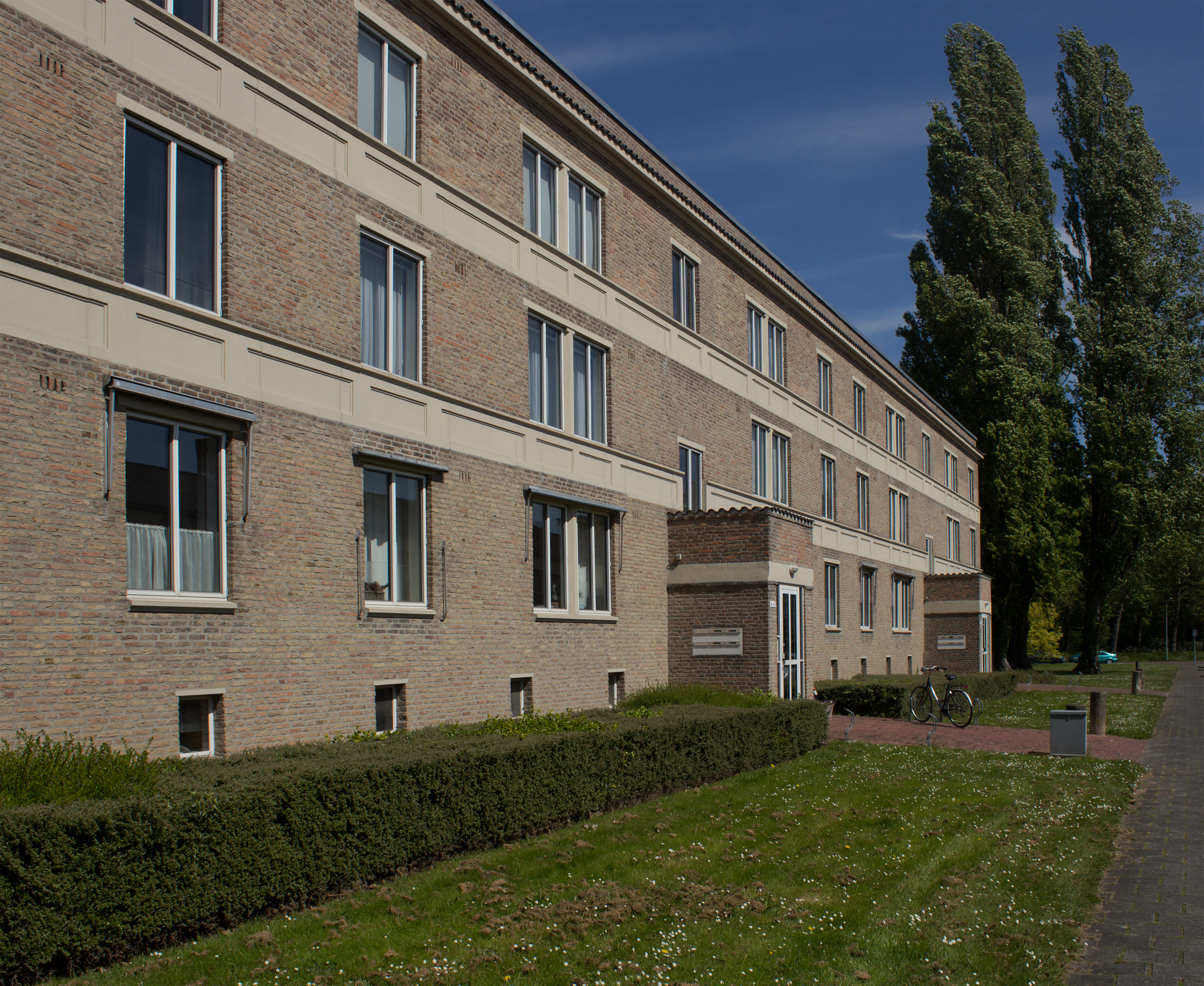
Appartementen aan de Arezzostraat en omgeving te Den Bosch. Gebouwd in 1951/53. Ontworpen door Bureau Van der Laan Hansen.
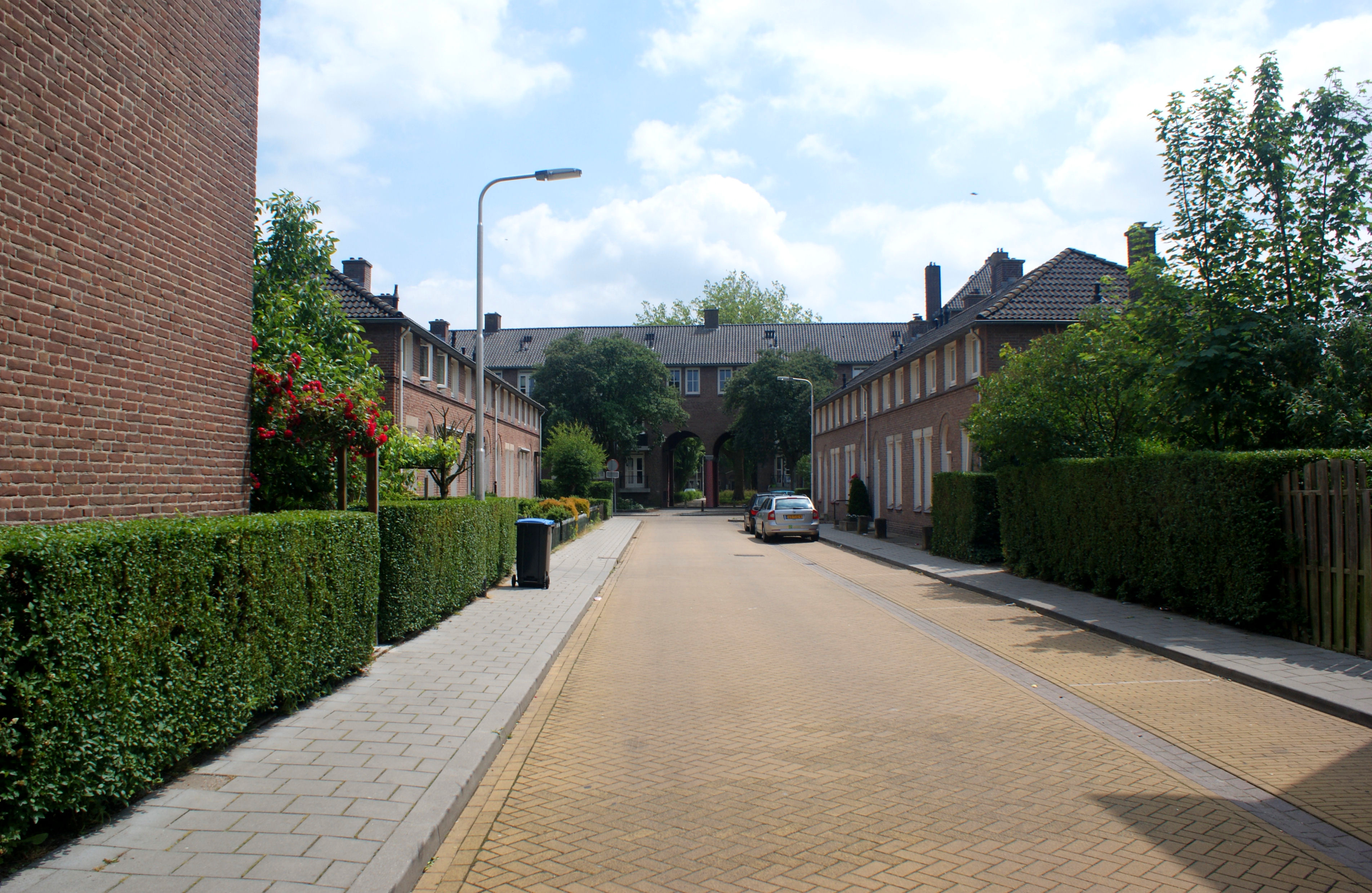
Keldermansstraat Nijmegen. Gebouwd in 1952-1957 door architectenbureau Evers en Sarlemijn,
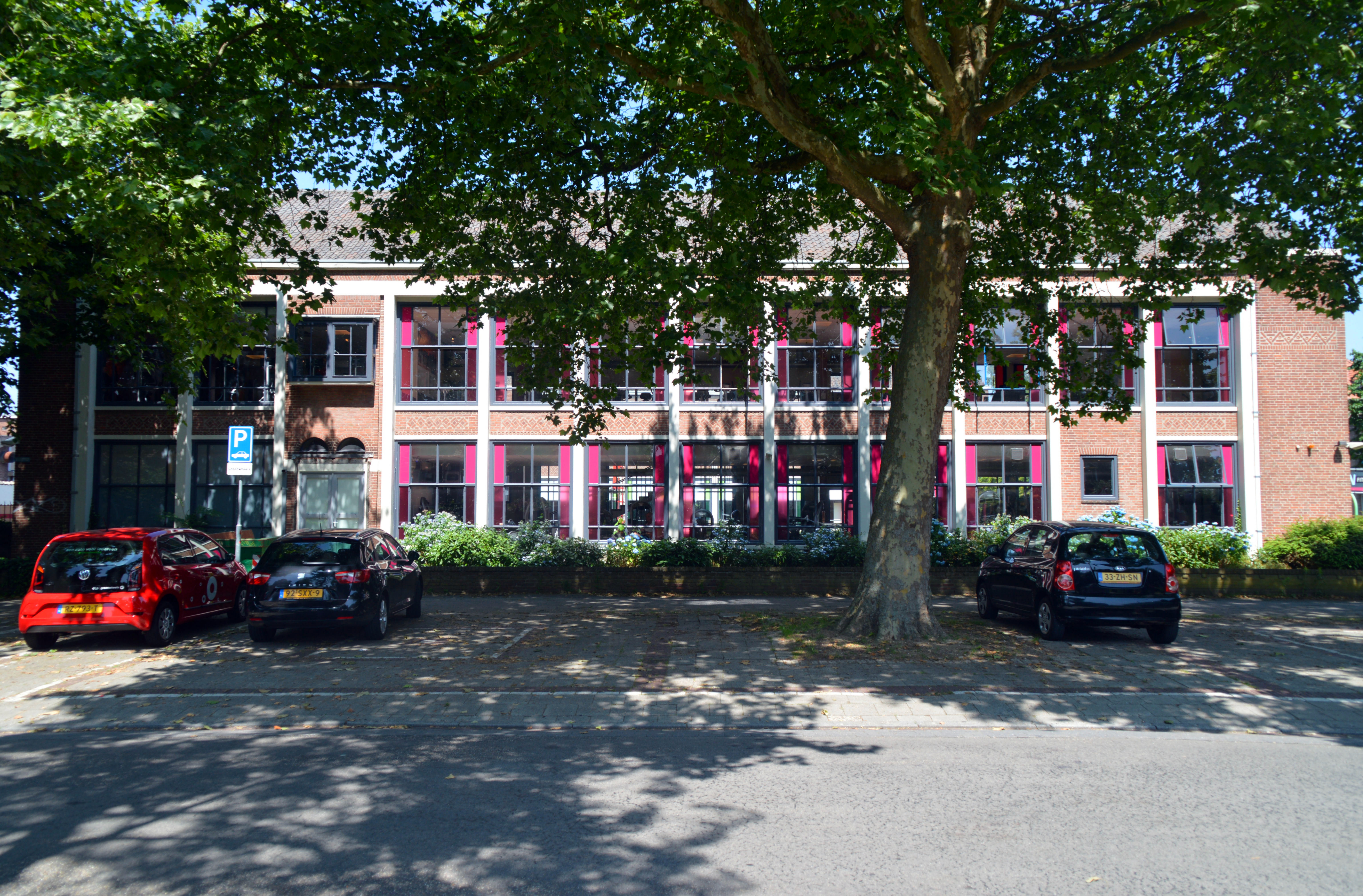
Sint Hubertusstraat Nijmegen
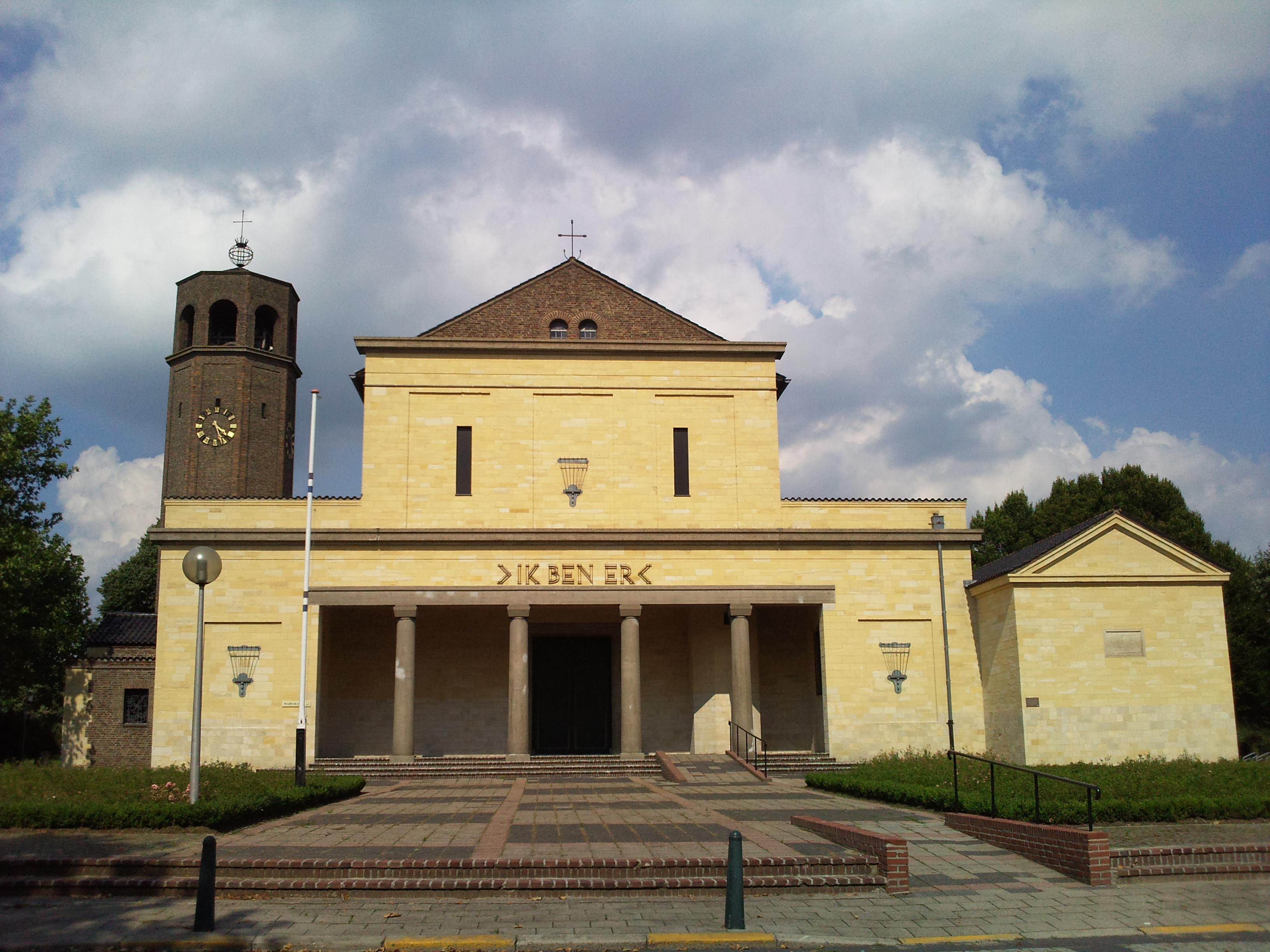
De St. Martinuskerk te Gennep. Gebouwd in 1953/54. Ontworpen door bureau Van der Laan Hansen Van Hal. Een voorbeeld van een vroege basilicale Bossche Schoolkerk.
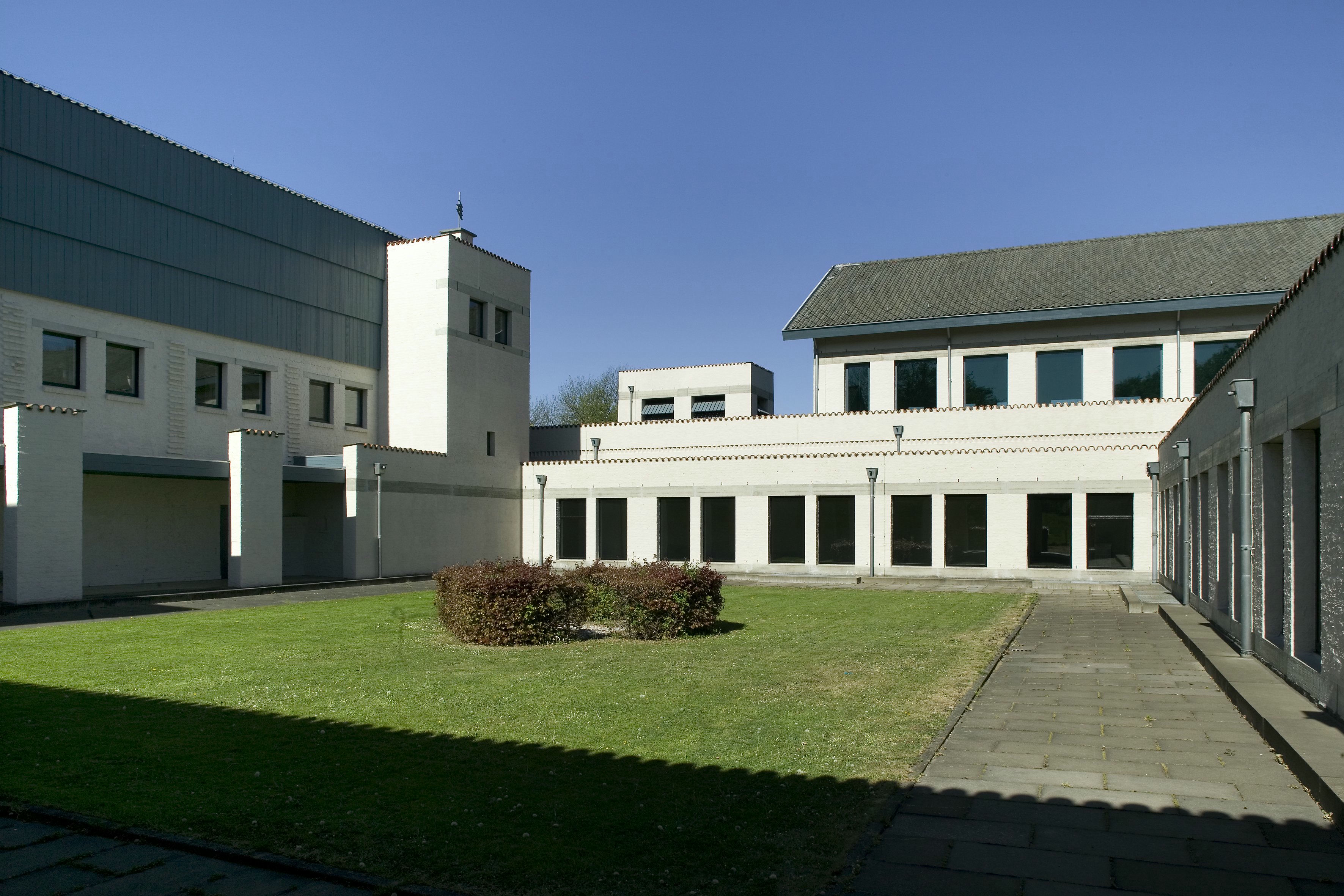
Uitbreiding van het klooster Sint-Benedictusberg te Lemiers. Gebouwd tussen 1956/92. Ontworpen door Dom Hans van der Laan.
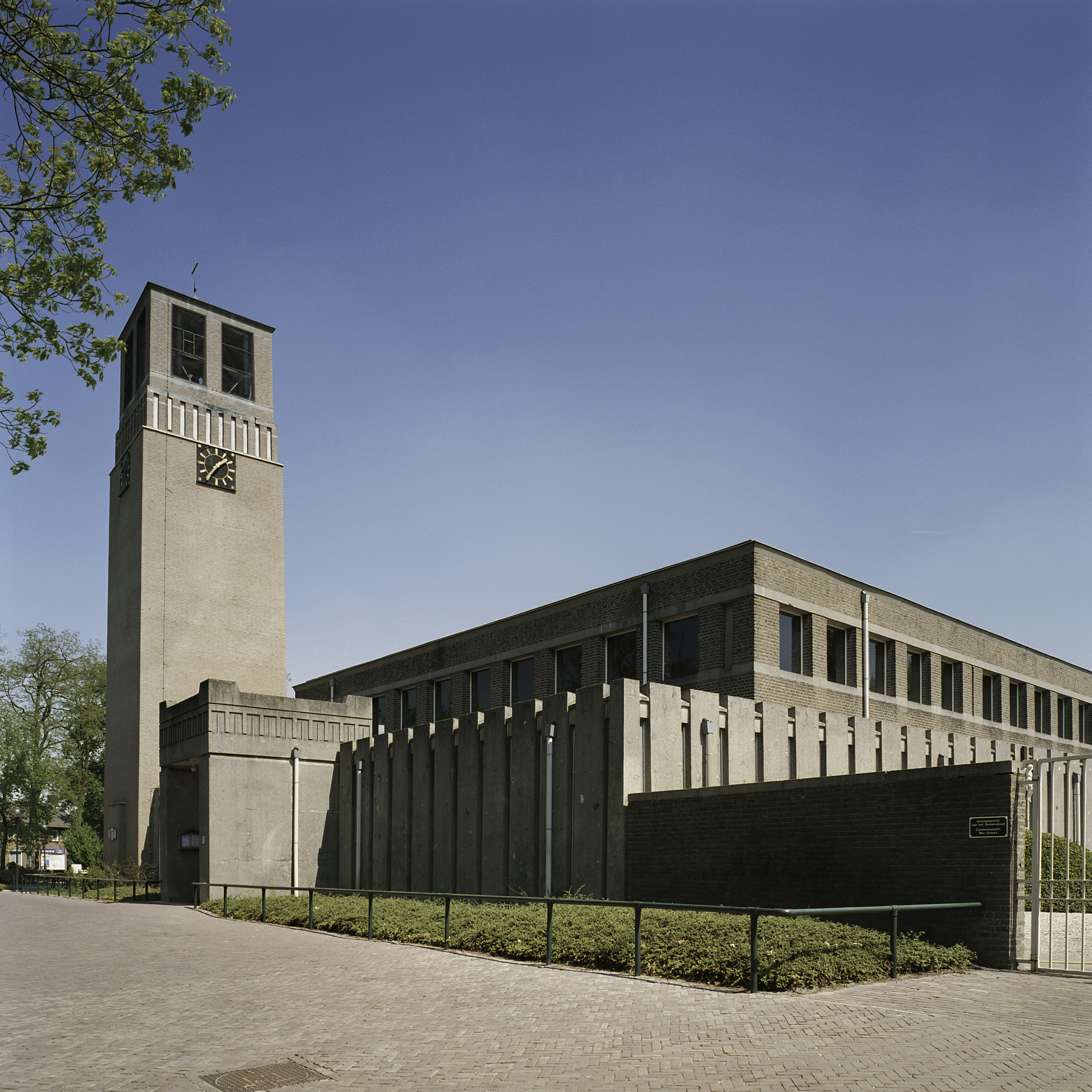
De Heilige Kruisvindingskerk te Odiliapeel. Gebouwd in 1958/59. Ontworpen door Jan de Jong. Een voorbeeld van een latere hallenkerk.
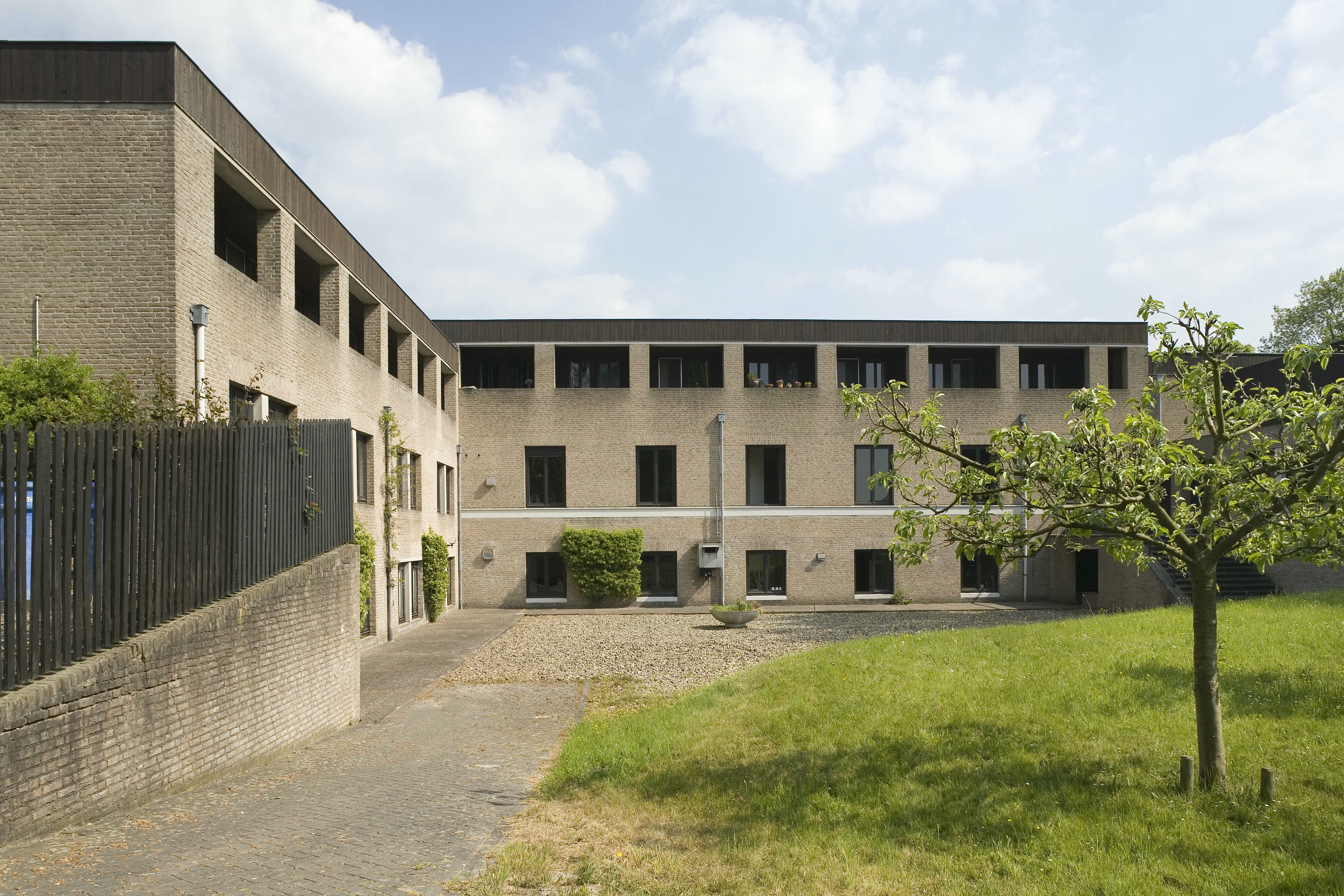
De Emmaus priorij te Maarssen. Gebouwd in 1960/66. Ontworpen door Jan de Jong.
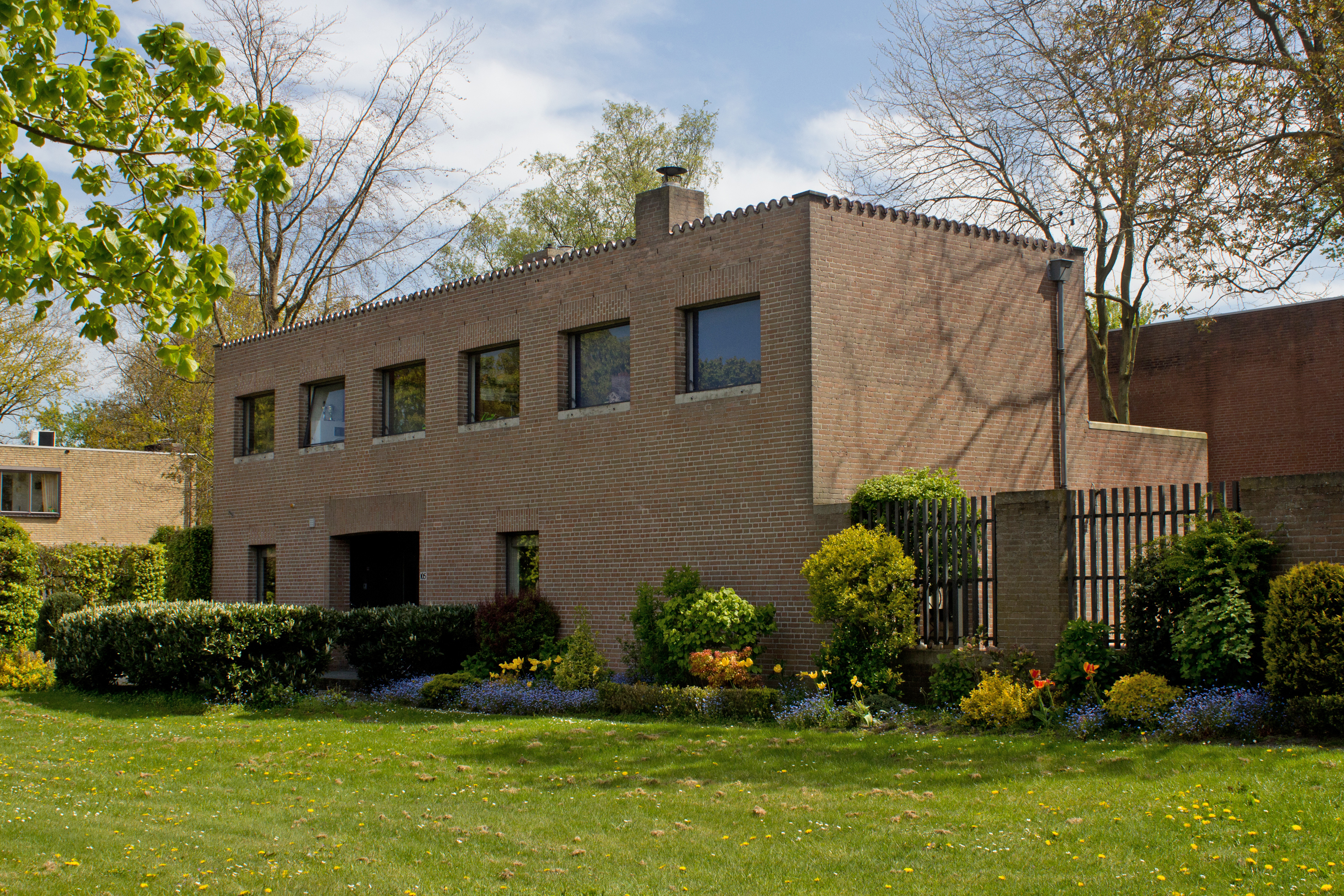
Villa aan de Zuiderparkweg 105 te Den Bosch. Gebouwd in 1968/69. Ontworpen door Nico van der Laan.
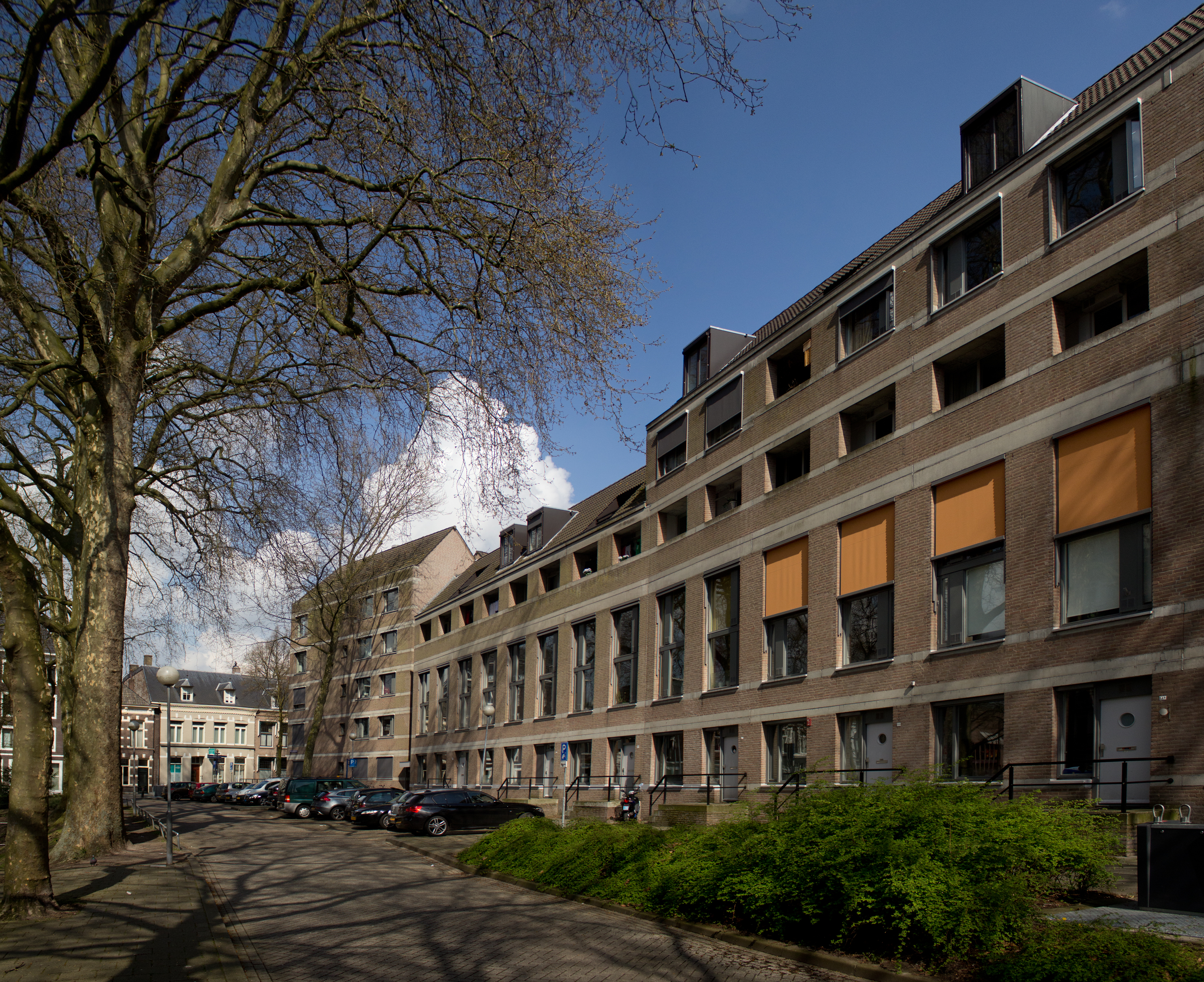
Complex tussen de Pastoor de Kroonstraat en de Zuid-Willemsvaart te Den Bosch. Gebouwd in 1979/85. Ontworpen door Gerard Wijnen en Tom Senders.
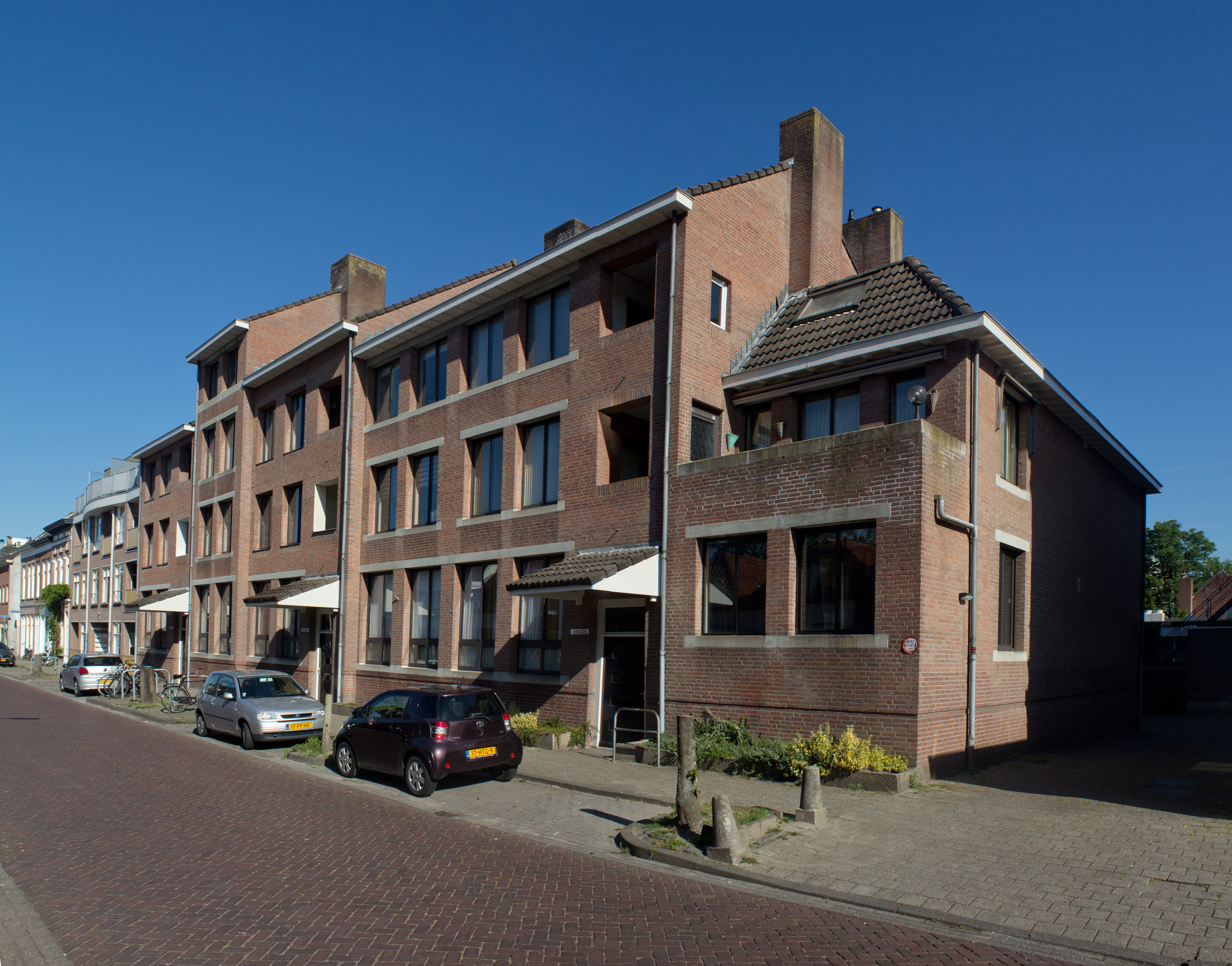
Appartementen aan de Godevaert Montensstraat te Breda. Gebouwd in 1980. Ontworpen door Jan Bolder
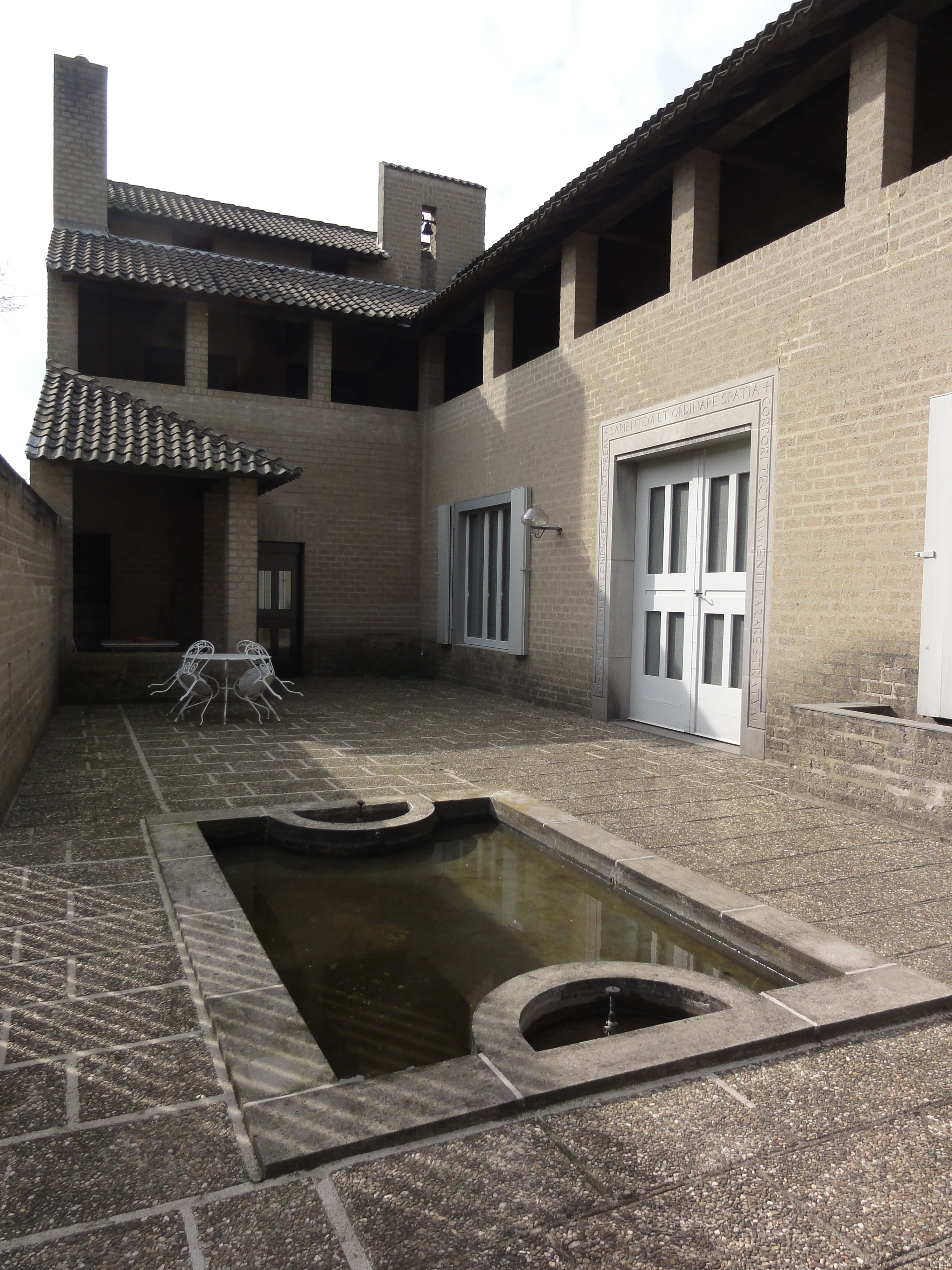
Het woonhuis van Jan de Jong te Schaijk
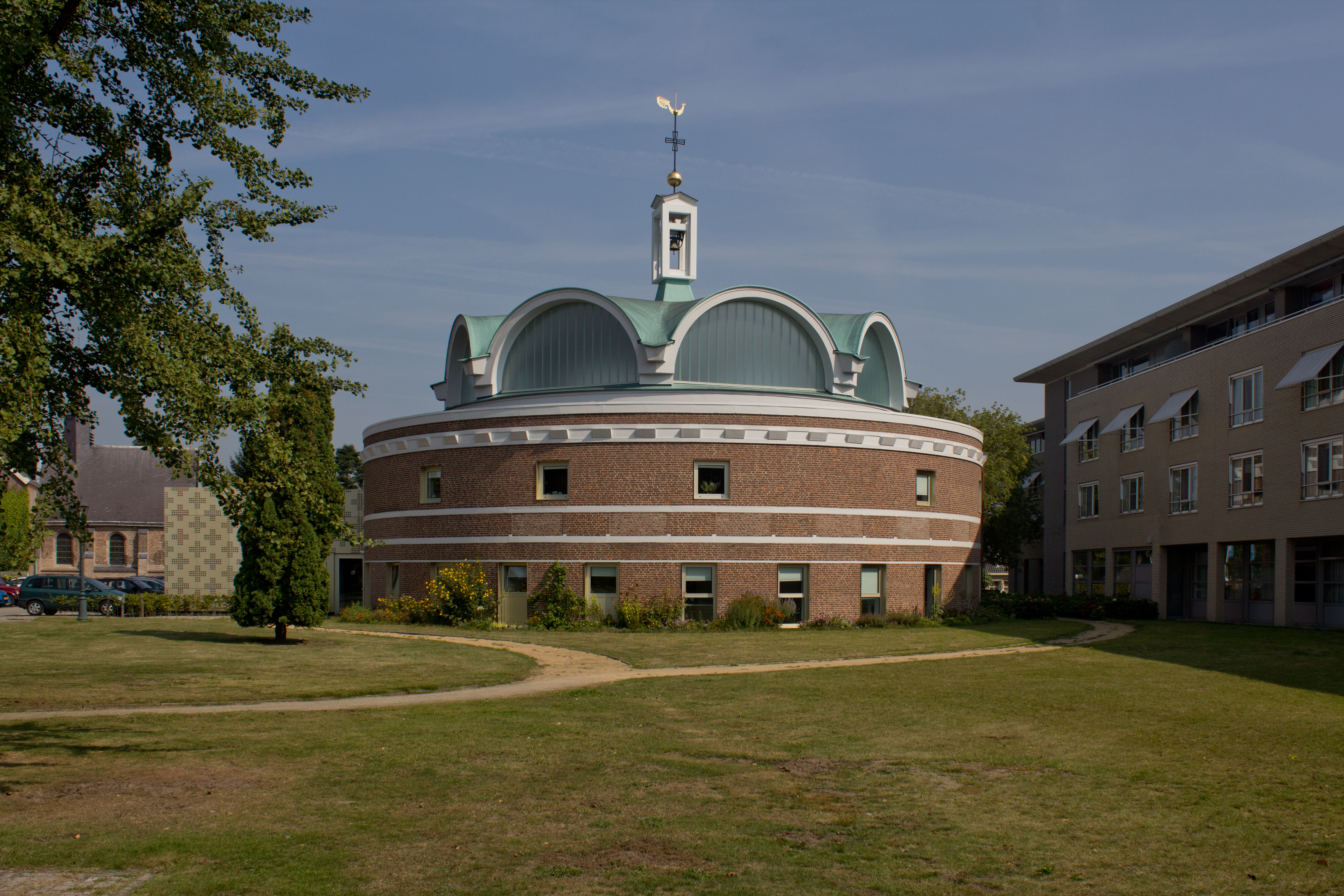
Kloosterkapel in Aarle-Rixtel door Jos Bijnen

Door een teruglopend kerkbezoek zijn inmiddels verschillende kerken verbouwd of bedreigd met sloop, zoals bij Sint-Willibrorduskerk (Almelo) is gebeurd. Door de jonge leeftijd van de gebouwen, zijn ze vaak niet beschermd als gemeentelijk- of rijksmonument.

## Architecten
Enkele architecten van de Bossche School waren:
- Dom Hans van der Laan (1904-1991)
- Nico van der Laan (1908-1986)
- Cees Pouderoyen (1912-1993)
- Jan de Jong (1917-2001)
- Gerard Wijnen (1930-2020)
- Jos Bijnen (1916-1993)